# Aviron Bayonnais (Rugby Union)
Aviron Bayonnais ist eine Rugby-Union-Mannschaft aus der französischen Stadt Bayonne im Département Pyrénées-Atlantiques. Sie ist die mit Abstand bedeutendste der 16 Abteilungen des Sportvereins Aviron Bayonnais („Aviron“ bedeutet eigentlich „Rudersport“). Die bei den baskischen Einwohnern stark verwurzelte Mannschaft spielt in der höchsten französischen Liga Top 14 und ist dreifacher Meister. Die Heimspiele werden im Stade Jean-Dauger ausgetragen. Das Maskottchen ist ein Pottok-Pony. Die Vereinshymne Peña Baiona wird auf die Melodie von „Griechischer Wein“ von Udo Jürgens gesungen.

## Geschichte
Unzufrieden mit der mangelnden Aufmerksamkeit im örtlichen Segelverein, gründeten einige Ruderer im September 1904 einen eigenen Verein. Da sie bei kaltem Wetter nicht rudern konnten, begannen sie im Winter 1905 bei Stade Bayonnais Rugby zu spielen. Die Ruderer waren in dieser Mannschaft in der Überzahl und forderten 1907 erfolgreich die Fusion mit Aviron Bayonnais; Rugby wurde daraufhin zur wichtigsten Abteilung des Vereins.
In nur sechs Jahren schaffte die Mannschaft den Einzug in die höchste Liga und erreichte bereits 1913 zum ersten Mal das Meisterschaftsfinale, das sie überlegen gewann. Während des Ersten Weltkriegs wurde die Meisterschaft durch den Coupe de l’Espérance ersetzt; bei der letzten Austragung im Jahr 1919 verlor Aviron Bayonnais das Finale. Sieben Spieler der Meistermannschaft von 1913 waren im Krieg gefallen. Die Mannschaft konnte diesen Rückschlag rasch wegstecken und stieß sowohl 1922 als auch 1923 ins Finale vor, verlor aber beide Male gegen Stade Toulousain.
Eine weitere erfolgreiche Phase hatte die Mannschaft Mitte der 1930er Jahre. Nach dem zweiten Meistertitel 1934 folgte zwei Jahre später der Gewinn der prestigeträchtigen Challenge Yves du Manoir. Nachdem die Meisterschaft von 1940 bis 1942 wegen des Zweiten Weltkriegs ausgefallen war, wurde Aviron Bayonnais 1943 zum dritten und bisher letzten Mal französischer Meister. Das Finale 1944 hingegen ging verloren. Es vergingen fast vierzig Jahre, bis die Mannschaft wieder an der Spitze mitspielte. 1980 gewann sie zum zweiten Mal die Challenge und 1982 erreichte sie das Finale der Meisterschaft, das sie jedoch verlor. Seither bewegt sich Aviron Bayonnais meist in der unteren Tabellenhälfte.

## Erfolge
- Meister: 1913, 1934, 1943
- Meisterschaftsfinalist: 1922, 1923, 1944, 1982
- Sieger Challenge Yves du Manoir: 1936, 1980
- Finalist Coupe de l’Espérance: 1919

## Meisterschaftsfinalspiele von Aviron Bayonnais
| Datum          | Meister          | 2. Finalist        | Ergebnis | Ort                               | Zuschauer |
| -------------- | ---------------- | ------------------ | -------- | --------------------------------- | --------- |
| 20. April 1913 | Aviron Bayonnais | SCUF               | 31:8     | Stade Yves-du-Manoir, Colombes    | 20.000    |
| 23. April 1922 | Stade Toulousain | Aviron Bayonnais   | 6:0      | Route du Médoc, Le Bouscat        | 20.000    |
| 13. Mai 1923   | Stade Toulousain | Aviron Bayonnais   | 3:0      | Stade Yves-du-Manoir, Colombes    | 15.000    |
| 13. Mai 1934   | Aviron Bayonnais | Biarritz Olympique | 13:8     | Stade des Ponts Jumeaux, Toulouse | 18.000    |
| 21. März 1943  | Aviron Bayonnais | SU Agen            | 3:0      | Parc des Princes, Paris           | 28.000    |
| 26. März 1944  | USA Perpignan    | Aviron Bayonnais   | 20:5     | Parc des Princes, Paris           | 35.000    |
| 29. Mai 1982   | SU Agen          | Aviron Bayonnais   | 18:9     | Parc des Princes, Paris           | 41.165    |

## Spieler

### Aktueller Kader
Der Kader für die Saison 2019/2020:

### Bekannte ehemalige Spieler
| - André Béhotéguy - Jean Dauger - Pierre Dospital - Richard Dourthe - Ross Filipo - Fernand Forgues - Jean-Michel Gonzales - Cédric Heymans - Jean Iraçabal | - Paul Labadie - Patrice Lagisquet - Christophe Lamaison - Félix Lasserre - Rémy Martin - James McLaren (Schottland) - Salvatore Perugini (Italien) - Ramiro Pez (Italien) - José María Nuñez Piossek (Argentinien) |